# 리카르도 메디나 주니어
리카르도 메디나 주니어(Ricardo Medina Jr., 1979년 1월 24일 ~ )는 미국의 배우, 텔레비전 배우이다.

## 어린 시절
푸에르토리코 출신의 그는 복서 리카르도 메디나의 아들이다. 그는 리오 산 가브리엘 초등학교에서 공부하고 다양한 축구, 하키 및
복싱 토너먼트에 참여하는 많은 스포츠를 연습했다. 그는 어렸을 때부터 무술에 열정적이었다. 그는 가장 콜 에반스의 역할을 알려져 있다. 미국 텔레비전 시리즈 파워레인저에서 "레드 레인저":와일드포스"; 2005년에는 리얼리티 쇼 Kept에 참여했다.

## 룸메이트 살인 사건
2015년 2월 1일, 그는 사무라이 칼로 룸메이트를 사살한 혐의로 체포되었다. 그후 2020년 6월에 출소되었다.

## 영화
- 컨페션스 오브 어 피트 파이터 (2005년)
- 파워레인저 와일드 포스 (2002년) - 콜 에반스 역